# Liste der US-amerikanischen Militärgouverneure von Bayern
Der US-Militärgouverneur leitete die Exekutive (Office of Military Government for Bavaria, OMGBY) im bayerischen Teil der US-Besatzungszone. Sie unterstanden der amerikanischen Militärregierung für Deutschland bzw. später dem amerikanischen Hohen Kommissar.

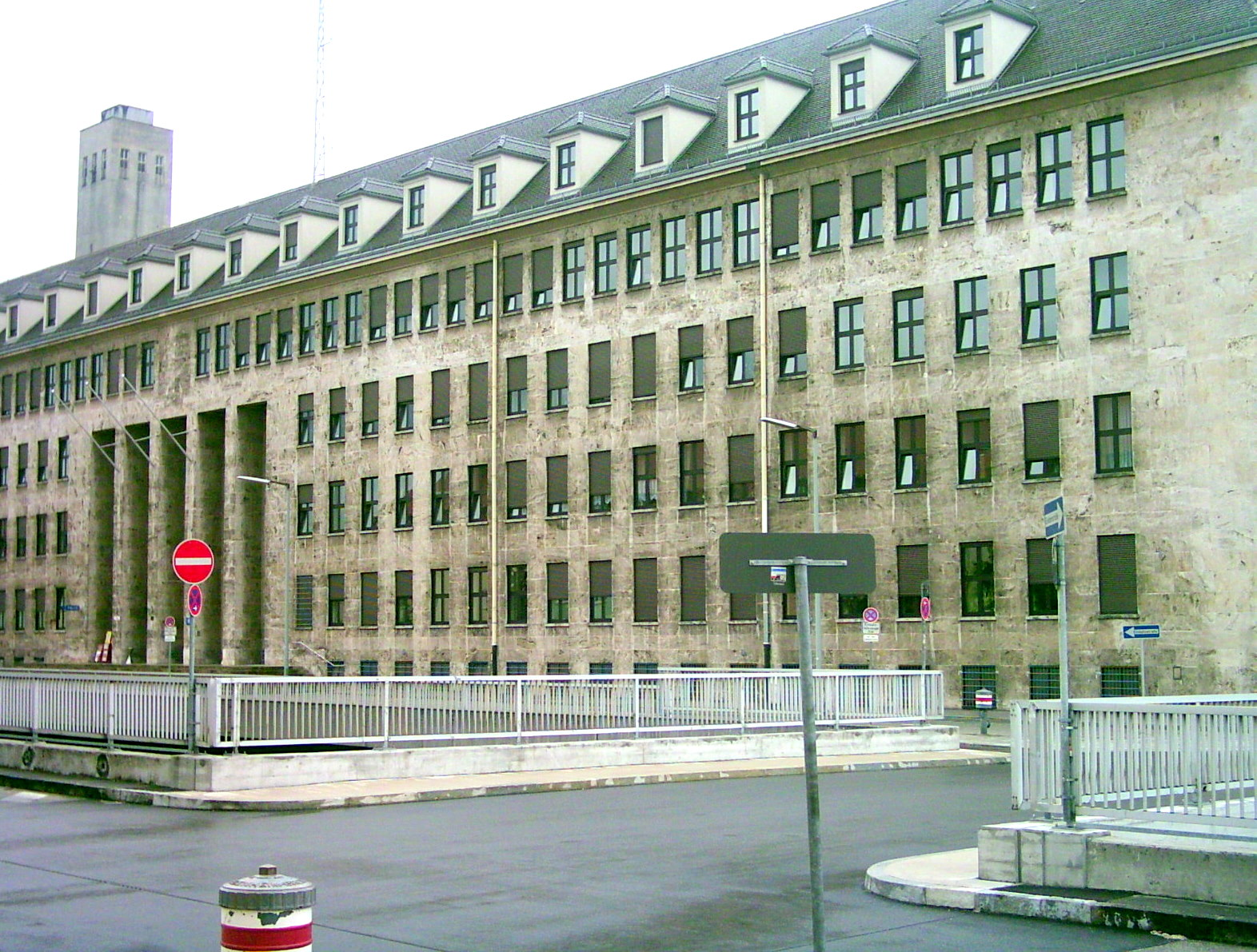
Der US-Militärgouverneur residierte in der McGraw-Kaserne.

| Militärgouverneur                                             | Amtsantritt   | Ablösung      | OMGUS/ Hoher Kommissar                                 |
| ------------------------------------------------------------- | ------------- | ------------- | ------------------------------------------------------ |
| George S. Patton                                              | 9. Mai 1945   | 9. Okt. 1945  | Dwight D. Eisenhower                                   |
| Walter Joseph Muller (29. September 1895 – 14. November 1967) | 9. Okt. 1945  | 27. Nov. 1947 | Dwight D. Eisenhower Joseph T. McNarney Lucius D. Clay |
| Murray Van Wagoner                                            | 27. Nov. 1947 | 21. Sep. 1949 | Lucius D. Clay                                         |
| Clarence Milton Bolds                                         | Apr. 1950     | 15. Juli 1950 | John Jay McCloy                                        |
| George N. Shuster                                             | Juli 1950     | 4. Dez. 1951  | John Jay McCloy                                        |
| Oron J. Hale                                                  | 4. Dez. 1951  | Juni 1952     | John Jay McCloy                                        |